# Czerniec czerwony
Czerniec czerwony (Actaea rubra (Aiton) Willd.) – gatunek rośliny z rodziny jaskrowatych (Ranunculaceae Juss.). Występuje naturalnie w Ameryce Północnej, na Półwyspie Fennoskandzkim oraz w Rosji, Chinach i Japonii. Jest także uprawiany w różnych częściach świata. 

## Rozmieszczenie geograficzne
Rośnie naturalnie w Ameryce Północnej (w Stanach Zjednoczonych i Kanadzie), na Półwyspie Fennoskandzkim (w Norwegii, Szwecji i Finlandii) oraz w Rosji (od jej europejskiej części przez Syberię po rosyjski daleki wschód), Chinach (w prowincjach Heilongjiang, Hebei, Jilin, Liaoning i Shanxi, a także w regionie autonomicznym Mongolia Wewnętrzna) i Japonii (na wyspach Hokkaido oraz Honsiu). W Stanach Zjednoczonych spotykany jest na Alasce, w stanie Waszyngton, Wyoming, Oregonie, Idaho, Montanie, Kolorado, Kalifornii, Nevadzie, Arizonie, Utah, Nowym Meksyku, Nebrasce, Dakocie Południowej, Dakocie Północnej, Iowa, Minnesocie, Illinois, Wisconsin, Michigan, Indianie, Ohio, Pensylwanii, New Jersey, stanie Nowy Jork, Rhode Island, Massachusetts, Connecticut, Vermont, New Hampshire oraz Maine. W Kanadzie został zarejestrowany we wszystkich jej prowincjach i terytoriach oprócz terytorium Nunavut.

## Morfologia

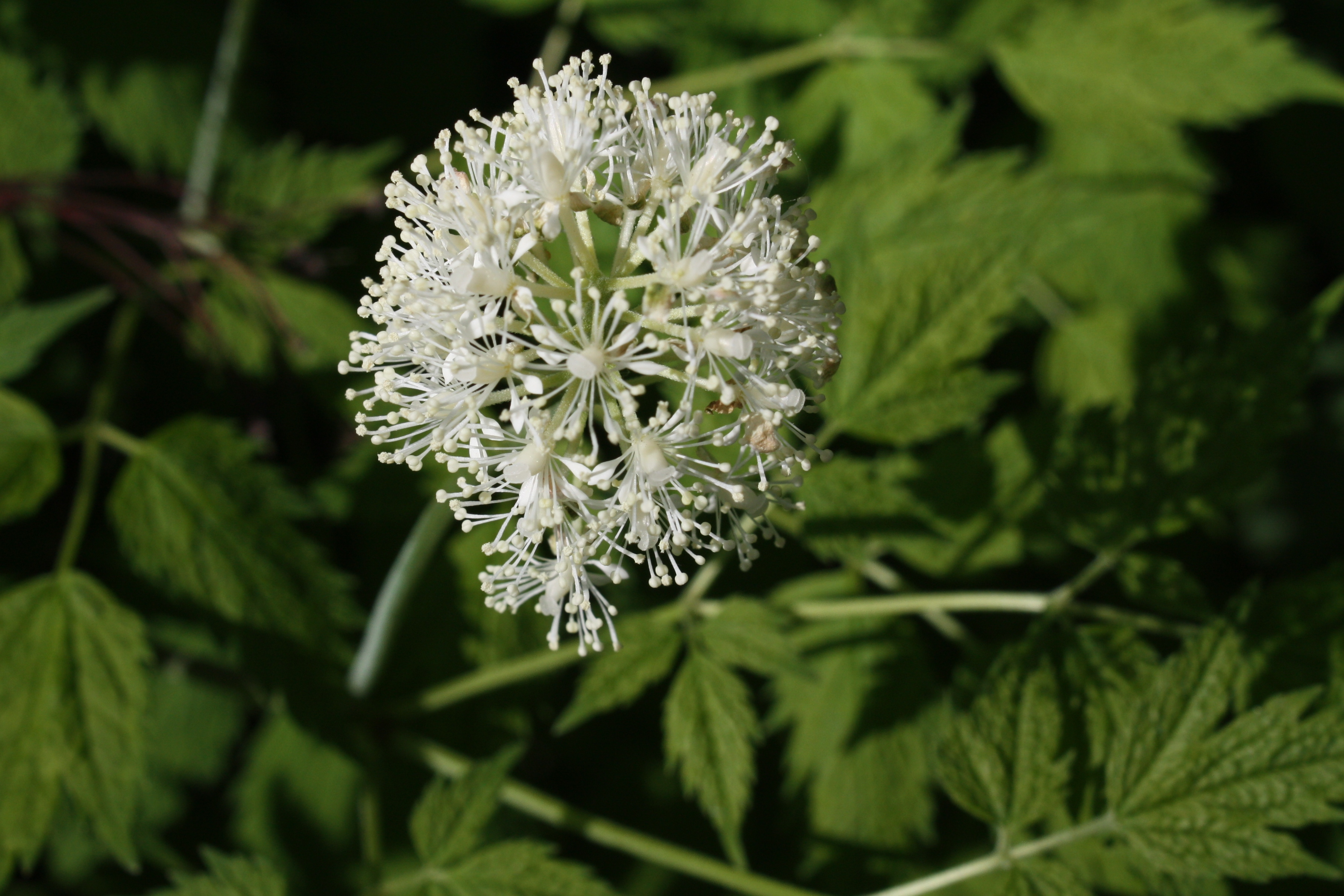
Kwiaty mają białą barwę

PokrójBylina dorastająca do około 90 cm wysokości. Tworzy kłącza. Pokrój jest rozgałęziony. Na łodydze znajdują się zazwyczaj 2 lub 3 liście łodygowe.
LiścieLiście są potrójnie klapowane, złożone z listków o kształcie od owalnego do eliptycznego, prostych lub trójdzielnych. Od spodu są czasami owłosione. Blaszka liściowa jest ząbkowana na brzegu. Ogonek liściowy jest mniej lub bardziej owłosiony.
KwiatyZebrane w krótkie, grube grona o piramidalnym kształcie, o owłosionych osiach, dorastające do 2–17 cm długości. Kwiaty rozwijają się w kątach liści lub na szczytach pędów. Płatki mają białą barwę i na wierzchołku bywają zaostrzone lub stępione.
OwoceJagody o szeroko elipsoidalnym kształcie, osiągają 5–11 mm długości, mają czerwoną lub białą barwę (f. neglecta). Osadzone są na szypułce cieńszej od osi kwiatostanu. Zawierają nasiona o długości od 2,9 do 3,6 mm.

## Biologia i ekologia

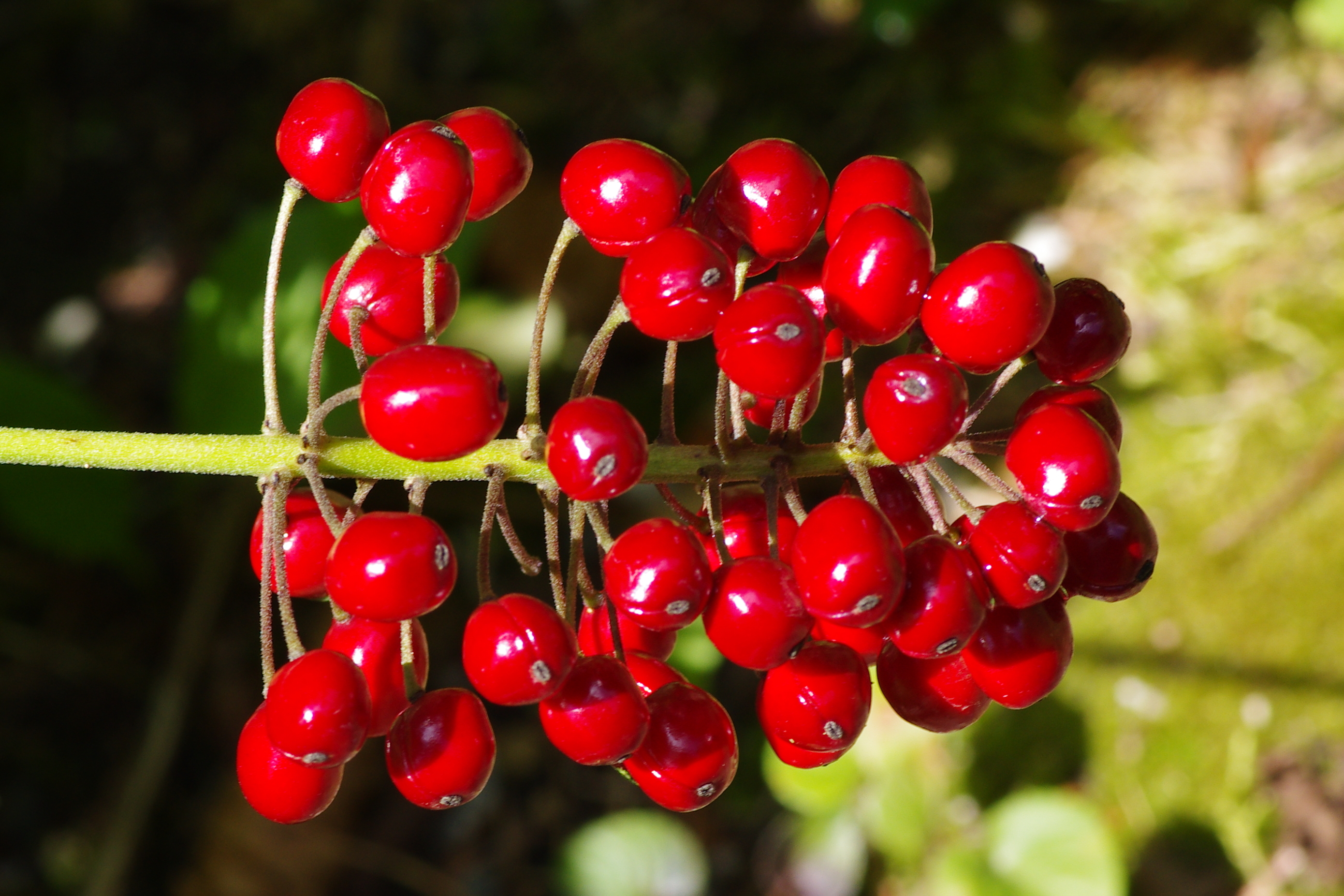
Owoce tego gatunku są trujące

Rośnie w lasach mieszanych lub liściastych zrzucających liście, rzadziej w lasach świerkowych i sosnowych, nad strumieniami i mokradłami. Występuje na wysokości do 3500 m n.p.m. Kwitnie od kwietnia do czerwca. Preferuje stanowiska w pełnym nasłonecznieniu lub półcieniu. Najlepiej rośnie na glebach żyznych, wilgotnych, o kwaśnym odczynie (poniżej 6,8 w skali pH). 
Wszystkie części rośliny są trujące – zawiera między innymi glikozydy i protoanemoninę. W przypadku spożycia w dużych ilościach pojawić mogą się objawy takie jak pieczenie w ustach i gardle, ślinotok, ostre bóle brzucha, bóle głowy, biegunka, zawroty głowy czy halucynacje. Wrażliwość na toksynę zależna jest od wieku, wagi, stanu fizycznego oraz indywidualnej wrażliwości danej osoby. Toksyczność rośliny może się różnić w różnym stadium wegetacji. Rośliny mogą wchłaniać substancje toksyczne, takie jak herbicydy, pestycydy oraz zanieczyszczenia z wody, powietrza i gleby. 

## Zmienność
W obrębie tego gatunku wyróżniono jedną formę:
- Actaea rubra f. neglecta (Gillmann) B.L.Rob. – rośliny o owocach białych, lokalnie bywają bardziej rozpowszechnione od formy typowej[7].

## Zastosowanie
Uprawiany jest jako roślina ozdobna. Niektóre plemiona indiańskie używały tej rośliny w medycynie ludowej, a napary były wykorzystywane w ceremoniach rytualnych. Preparaty z korzeni służyły do leczenia kaszlu, przeziębień, wrzodów, krwotoków, bóli brzucha i kiły. Ziele wykorzystywano jako środek przeczyszczający, a naparów z łodyg do zwiększania laktacji.